# كافين بهارتي ميتال
كافين بهارتي ميتال (بالإنجليزية: Kavin Bharti Mittal) رائد أعمال هندي عبر الإنترنت، وهو المؤسس والرئيس التنفيذي لشركة هايك، الشركة التي تقف وراء تطبيق هايك ماسنجر وعالم راش للألعاب (RGU)، وهو تطبيق ألعاب للهاتف المحمول، والذي يخطط للظهور في عام 2022 ضمن ألعاب سلسلة الكتل.

## أنظر أيضا
- قائمة رواد الإنترنت .

## روابط خارجية
- كافين بهارتي ميتال على فوربس